# Cardiff City Stadium
Het Cardiff City Stadium is een voetbal- en rugbystadion in Cardiff, Wales, dat op 22 juli 2009 officieel werd geopend. Na de sloop van Ninian Park spelen vanaf het seizoen 2009/2010 de voetbalclub Cardiff City en de rugbyclub Cardiff Blues hun thuiswedstrijden in het stadion. Het Cardiff City Stadion telde bij de opening 26.828 zitplaatsen. In juli 2014, na de uitbreiding van de Ninian tribune, vernoemd naar het oude stadion, werd de capaciteit verhoogd tot 33.280. Daarmee is het stadion het op een na grootste stadion van Cardiff en van Wales, na het Millennium Stadium. Het stadion zal nog naar een sponsor worden vernoemd, maar Cardiff City Stadium zal deel blijven uitmaken van de naam.
Op 12 augustus 2014 werd hier de UEFA Super Cup gespeeld tussen de Europa Leaguewinnaar, Sevilla FC en de winnaar van de Champions League, Real Madrid CF. De Madrilenen wonnen de wedstrijd met 2–0, door twee goals van Cristiano Ronaldo.
De Welshe naam van het stadion is Stadiwm Dinas Caerdydd.

## Interlands
Het Welsh voetbalelftal speelt sinds 2009 interlands in het stadion.
| 1                             | 14 november 2009  | Wales – Schotland       | 3 – 0 | Vriendschappelijk      | 13.844 |
| 2                             | 8 oktober 2010    | Wales – Bulgarije       | 0 – 1 | Kwalificatie EK 2012   | 14.061 |
| 3                             | 10 augustus 2011  | Wales – Australië       | 1 – 2 | Vriendschappelijk      | 6.373  |
| 4                             | 2 september 2011  | Wales – Montenegro      | 2 – 1 | Kwalificatie EK 2012   | 8.194  |
| 5                             | 12 november 2011  | Wales – Noorwegen       | 4 – 1 | Vriendschappelijk      | 12.637 |
| 6                             | 29 februari 2012  | Wales – Costa Rica      | 0 – 1 | Vriendschappelijk      | 23.193 |
| 7                             | 7 september 2012  | Wales – België          | 0 – 2 | Kwalificatie WK 2014   | 16.557 |
| 8                             | 12 oktober 2012   | Wales – Schotland       | 2 – 1 | Kwalificatie WK 2014   | 23.249 |
| 9                             | 14 augustus 2013  | Wales – Ierland         | 0 – 0 | Vriendschappelijk      | 20.000 |
| 10                            | 10 september 2013 | Wales – Servië          | 0 – 3 | Kwalificatie WK 2014   | 10.923 |
| 11                            | 11 oktober 2013   | Wales – Macedonië       | 1 – 0 | Kwalificatie WK 2014   | 11.257 |
| 12                            | 16 november 2013  | Wales – Finland         | 1 – 1 | Vriendschappelijk      | 11.809 |
| 13                            | 5 maart 2014      | Wales – IJsland         | 3 – 1 | Vriendschappelijk      | 13.219 |
| 14                            | 10 oktober 2014   | Wales – Bosnië en Herz. | 0 – 0 | Kwalificatie EK 2016   | 30.741 |
| 15                            | 13 oktober 2014   | Wales – Cyprus          | 2 – 1 | Kwalificatie EK 2016   | 21.273 |
| 16                            | 12 juni 2015      | Wales – België          | 1 – 0 | Kwalificatie EK 2016   | 33.280 |
| 17                            | 6 september 2015  | Wales – Israël          | 0 – 0 | Kwalificatie EK 2016   | 32.653 |
| 18                            | 13 oktober 2015   | Wales – Andorra         | 2 – 0 | Kwalificatie EK 2016   | 33.280 |
| 19                            | 13 november 2015  | Wales – Nederland       | 2 – 3 | Vriendschappelijk      | 25.669 |
| 20                            | 24 maart 2016     | Wales – Noord-Ierland   | 1 – 1 | Vriendschappelijk      | 21.855 |
| 21                            | 5 september 2016  | Wales – Moldavië        | 4 – 0 | Kwalificatie WK 2018   | 31.731 |
| 22                            | 9 oktober 2016    | Wales – Georgië         | 1 – 1 | Kwalificatie WK 2018   | 32.652 |
| 23                            | 12 november 2016  | Wales – Servië          | 1 – 1 | Kwalificatie WK 2018   | 32.879 |
| 24                            | 2 september 2017  | Wales – Oostenrijk      | 1 – 0 | Kwalificatie WK 2018   | 32.633 |
| 25                            | 9 oktober 2017    | Wales – Ierland         | 0 – 1 | Kwalificatie WK 2018   | 32.711 |
| 26                            | 14 november 2017  | Wales – Panama          | 1 – 1 | Vriendschappelijk      | 13.747 |
| 27                            | 6 september 2018  | Wales – Ierland         | 4 – 1 | Nations League 2018/19 | 25.657 |
| 28                            | 16 november 2018  | Wales – Denemarken      | 1 – 2 | Nations League 2018/19 | 32.354 |
| 29                            | 24 maart 2019     | Wales – Slowakije       | 1 – 0 | Kwalificatie EK 2020   | 31.617 |
| 30                            | 6 september 2019  | Wales – Azerbeidzjan    | 2 – 1 | Kwalificatie EK 2020   | 28.385 |
| 31                            | 9 september 2019  | Wales – Wit-Rusland     | 1 – 0 | Vriendschappelijk      | 7.666  |
| 32                            | 13 oktober 2019   | Wales – Kroatië         | 1 – 1 | Kwalificatie EK 2020   | 31.745 |
| 33                            | 19 november 2019  | Wales – Hongarije       | 2 – 0 | Kwalificatie EK 2020   | 31.762 |
| 34                            | 6 september 2020  | Wales – Bulgarije       | 1 – 0 | Nations League 2020/21 | 0      |
| 35                            | 15 november 2020  | Wales – Ierland         | 1 – 0 | Nations League 2020/21 | 0      |
| 36                            | 18 november 2020  | Wales – Finland         | 3 – 1 | Nations League 2020/21 | 0      |
| 37                            | 27 maart 2021     | Wales – Mexico          | 1 – 0 | Vriendschappelijk      | 0      |
| 38                            | 30 maart 2021     | Wales – Tsjechië        | 1 – 0 | Kwalificatie WK 2022   | 0      |
| 39                            | 5 juni 2021       | Wales – Albanië         | 0 – 0 | Vriendschappelijk      | 6.500  |
| 40                            | 8 september 2021  | Wales – Estland         | 0 – 0 | Kwalificatie WK 2022   | 21.624 |
| 41                            | 13 november 2021  | Wales – Wit-Rusland     | 5 – 1 | Kwalificatie WK 2022   | 27.152 |
| 42                            | 16 november 2021  | Wales – België          | 1 – 1 | Kwalificatie WK 2022   | 32.343 |
| 43                            | 24 maart 2022     | Wales – Oostenrijk      | 2 – 1 | Kwalificatie WK 2022   | 32.053 |
| 44                            | 29 maart 2022     | Wales – Tsjechië        | 1 – 1 | Vriendschappelijk      | 12.900 |
| 45                            | 5 juni 2022       | Wales – Oekraïne        | 1 – 0 | Kwalificatie WK 2022   | 32.660 |
| 46                            | 8 juni 2022       | Wales – Nederland       | 1 – 2 | UEFA Nations League    | 23.395 |
| 47                            | 11 juni 2022      | Wales – België          | 1 – 1 | UEFA Nations League    | 27.188 |
| 48                            | 25 september 2022 | Wales – Polen           | 0 – 1 | UEFA Nations League    | 31.520 |
| 49                            | 28 maart 2023     | Wales – Letland         | 1 – 0 | Kwalificatie EK 2024   | 32.806 |
| 50                            | 16 juni 2023      | Wales – Armenië         | 2 – 4 | Kwalificatie EK 2024   | 32.774 |
| 51                            | 7 september 2023  | Wales – Zuid-Korea      | 0 – 0 | Vriendschappelijk      | 13.668 |
| 52                            | 15 oktober 2023   | Wales – Kroatië         | 2 – 1 | Kwalificatie EK 2024   | 31.240 |
| 53                            | 21 november 2023  | Wales – Turkije         | 1 – 1 | Kwalificatie EK 2024   | 32.291 |
| 54                            | 21 maart 2024     | Wales – Finland         | 4 – 1 | Kwalificatie EK 2024   | 32.162 |
| 55                            | 26 maart 2024     | Wales – Polen           | 0 – 0 | Kwalificatie EK 2024   | 31.876 |
| 56                            | 6 september 2024  | Wales – Turkije         | 0 – 0 | UEFA Nations League    | 28.625 |
| 57                            | 14 oktober 2024   | Wales – Montenegro      | 1 – 0 | UEFA Nations League    | 27.326 |
| 58                            | 19 november 2024  | Wales – IJsland         | 4 – 1 | UEFA Nations League    | 28.240 |
| Bijgewerkt op 2 december 2024 |                   |                         |       |                        |        |

American Express Community Stadium  (Brighton & Hove Albion)  ·
Anfield  (Liverpool)  ·
Brentford Community Stadium  (Brentford)  ·
City Ground  (Nottingham Forest)  ·
Craven Cottage  (Fulham)  ·
Dean Court  (Bournemouth)  ·
Emirates Stadium  (Arsenal)  ·
Etihad Stadium  (Manchester City)  ·
Goodison Park  (Everton)  ·
King Power Stadium  (Leicester City)  ·
Molineux Stadium  (Wolverhampton Wanderers)  ·
Old Trafford  (Manchester United)  ·
Olympisch Stadion  (West Ham United)  ·
Portman Road  (Ipswich Town)  ·
St. James' Park  (Newcastle United)  ·
St. Mary's Stadium  (Southampton)  ·
Selhurst Park  (Crystal Palace)  ·
Stamford Bridge  (Chelsea)  ·
Tottenham Hotspur Stadium  (Tottenham Hotspur)  ·
Villa Park  (Aston Villa) 
Ashton Gate  (Bristol City)  ·
bet365 Stadium  (Stoke city)  ·
Bramall Lane  (Sheffield United)  ·
Cardiff City Stadium  (Cardiff City)  ·
Carrow Road  (Norwich City)  ·
Coventry Building Society Arena  (Coventry City)  ·
Deepdale  (Preston North End)  ·
The Den  (Millwall)  ·
Elland Road  (Leeds United)  ·
Ewood Park  (Blackburn Rovers)  ·
Fratton Park  (Portsmouth)  ·
The Hawthorns  (West Bromwich Albion)  ·
Hillsborough  (Sheffield Wednesday)  ·
Home Park  (Plymouth Argyle)  ·
Kassam Stadium  (Oxford United)  ·
Kenilworth Road  (Luton Town)  ·
Loftus Road  (Queens Park Rangers)  ·
MKM Stadium  (Hull City)  ·
Pride Park  (Derby County)  ·
Riverside Stadium  (	Middlesbrough)  ·
Stadium of Light  (Sunderland)  ·
Swansea.com Stadium  (Swansea City)  ·
Turf Moor  (Burnley)  ·
Vicarage Road  (Watford) 
Abbey Stadium  (Cambridge United)  ·
Adams Park  (Wycombe Wanderers)  ·
Bloomfield Road  (Blackpool)  ·
Brisbane Road  (Leyton Orient)  ·
Broadfield Stadium  (Crawley Town)  ·
Broadhall Way  (Stevenage)  ·
DW Stadium  (Wigan Athletic)  ·
Edgeley Park  (Stockport County)  ·
Field Mill  (Mansfield Town)  ·
John Smith's Stadium  (Huddersfield Town)  ·
London Road  (Peterborough United)  ·
Madejski Stadium  (Reading)  ·
Memorial Stadium  (Bristol Rovers)  ·
New Meadow  (Shrewsbury Town)  ·
New York Stadium  (Rotherham United)  ·
Oakwell Stadium  (Barnsley)  ·
Pirelli Stadium  (Burton Albion)  ·
Racecourse Ground  (Wrexham)  ·
Sincil Bank  (Lincoln City)  ·
Sixfields Stadium  (Northampton Town)  ·
St. Andrew's Stadium  (Birmingham City)  ·
St James Park  (Exeter City)  ·
The Valley  (Charlton Athletic)  ·
University of Bolton Stadium  (Bolton Wanderers) 
Bescot Stadium  (Walsall)  ·
Blundell Park  (Grimsby Town)  ·
Brunton Park  (Carlisle United)  ·
Colchester Community Stadium  (Colchester United)  ·
County Ground  (Swindon Town)  ·
Crown Ground  (Accrington Stanley)  ·
Globe Arena  (Morecambe)  ·
Gresty Road  (Crewe Alexandra)  ·
Hayes Lane  (Bromley)  ·
Highbury Stadium  (Fleetwood Town)  ·
Holker Street  (Barrow)  ·
Keepmoat Stadium  (Doncaster Rovers)  ·
Meadow Lane  (Notts County)  ·
Moor Lane  (Salford City)  ·
Plough Lane  (Wimbledon)  ·
Prenton Park  (Tranmere Rovers)  ·
Priestfield Stadium  (Gillingham)  ·
Rodney Parade  (Newport County)  ·
SMH Group Stadium  (Chesterfield)  ·
Stadium MK  (MK Dons)  ·
Vale Park  (Port Vale)  ·
Valley Parade  (Bradford City)  ·
Wetherby Road  (Harrogate Town)  ·
Whaddon Road  (Cheltenham Town) 